# Clavariadelphaceae
Clavariadelphaceae är en familj av svampar. Clavariadelphaceae ingår i ordningen Gomphales, klassen Agaricomycetes, divisionen basidiesvampar och riket svampar.
|                    | Lentariaceae                                                 |
|                    |                                                              |
|                    | Gomphaceae                                                   |
|                    |                                                              |
| Clavariadelphaceae | \| \| Clavariadelphus \| \| \| \| \| \| Beenakia \| \| \| \| |
|                    | \| \| Clavariadelphus \| \| \| \| \| \| Beenakia \| \| \| \| |
|                    | Clavariadelphus                                              |
|                    |                                                              |
|                    | Beenakia                                                     |
|                    |                                                              |

|  | Clavariadelphus |
|  |                 |
|  | Beenakia        |
|  |                 |

## Källor

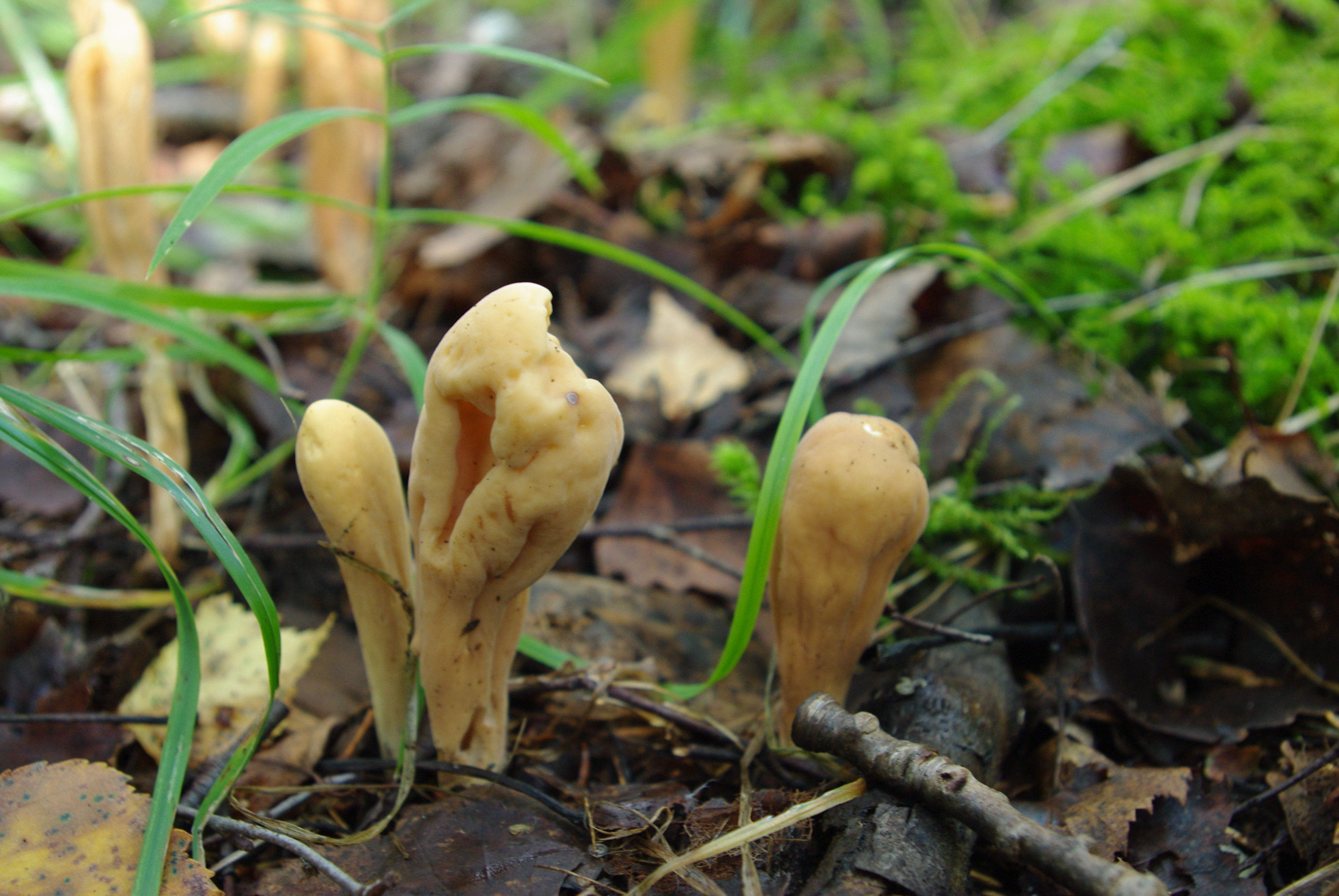
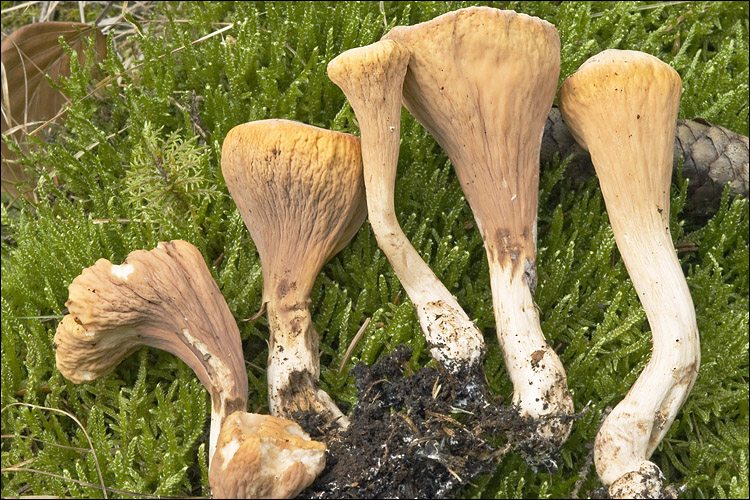
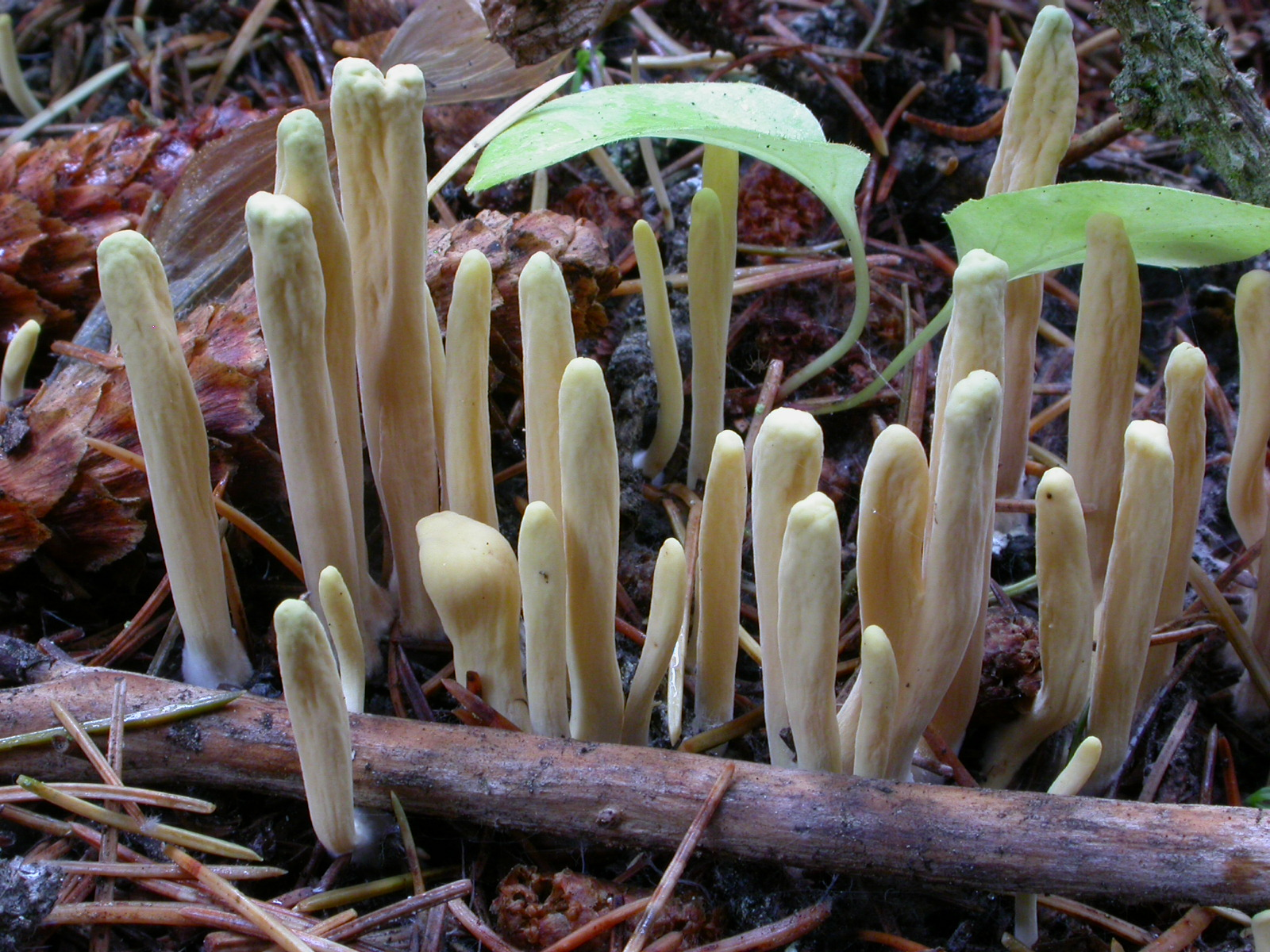